# UFC on ESPN: Kattar vs. Ige
UFC on ESPN: Kattar vs. Ige (conosciuto anche come UFC on ESPN 13) è stato un evento di arti marziali miste tenuto dalla Ultimate Fighting Championship il 16 luglio 2020 al Flash Forum dell'Isola di Yas, negli Emirati Arabi Uniti.

## Risultati
|                         | Divisione             |                    |                 |                      | Metodo                                  | Round           | Tempo           | Premio          |
| Card Principale         | Card Principale       | Card Principale    | Card Principale | Card Principale      | Card Principale                         | Card Principale | Card Principale | Card Principale |
| ----------------------- | --------------------- | ------------------ | --------------- | -------------------- | --------------------------------------- | --------------- | --------------- | --------------- |
|                         | Pesi piuma            | Calvin Kattar      | batte           | Dan Ige              | Decisione unanime (49-46, 49-46, 48-47) | 5               | 5:00            |                 |
|                         | Pesi mosca            | Tim Elliott        | batte           | Ryan Benoit          | Decisione unanime (29-28, 29-28, 29-28) | 3               | 5:00            |                 |
|                         | Pesi piuma            | Jimmie Rivera      | batte           | Cody Stamann         | Decisione unanime (30-27, 30-27, 29-28) | 3               | 5:00            |                 |
|                         | Pesi mosca femminili  | Taila Santos       | batte           | Molly McCann         | Decisione unanime (30-27, 30-27, 30-27) | 3               | 5:00            |                 |
|                         | Catchweight (174 lbs) | Mounir Lazzez      | batte           | Abdul Razak Alhassan | Decisione unanime (30-27, 30-27, 29-28) | 3               | 5:00            | FOTN            |
| Card Preliminare (ESPN) |                       |                    |                 |                      |                                         |                 |                 |                 |
|                         | Pesi medi             | Khamzat Chimaev    | batte           | John Phillips        | Sottomissione (D'Arce choke)            | 2               | 1:12            | POTN            |
|                         | Pesi piuma            | Lerone Murphy      | batte           | Ricardo Ramos        | KO tecnico (pugni)                      | 1               | 4:18            | POTN            |
|                         | Pesi mediomassimi     | Modestas Bukauskas | batte           | Andreas Michailidis  | KO tecnico (gomitate)                   | 1               | 5:00            | POTN            |
|                         | Catchweight (149 lbs) | Jared Gordon       | batte           | Chris Fishgold       | Decisione unanime (30-26, 30-26, 30-26) | 3               | 5:00            |                 |
|                         | Pesi mosca femminili  | Liana Jojua        | batte           | Diana Belbiţă        | Sottomissione (armbar)                  | 1               | 2:43            |                 |
|                         | Pesi gallo            | Jack Shore         | batte           | Aaron Phillips       | Sottomissione (rear-naked choke)        | 2               | 2:29            |                 |

## Premi
I lottatori premiati ricevettero un bonus di 50.000 dollari.
Legenda:
- FOTN: Fight of the Night (vengono premiati entrambi gli atleti per il miglior incontro dell'evento)
- POTN: Performance of the Night (viene premiato il vincitore per la migliore performance dell'evento)